# آلوانک
آلوانک (به ارمنی: Ալվանք) یک روستا است که در استان سیونیک ارمنستان واقع شده‌است. آلوانک در ۸۶ کیلومتری جنوب کاپان، مرکز استان سیونیک واقع شده است.

## خصوصیات
آلوانک ۶۲٫۹۰ کیلومترمربع مساحت و ۳۴۳ نفر جمعیت دارد و در ارتفاع ۶۰۰ متر بالاتر از سطح دریا قرار گرفته است.

## نگارخانه

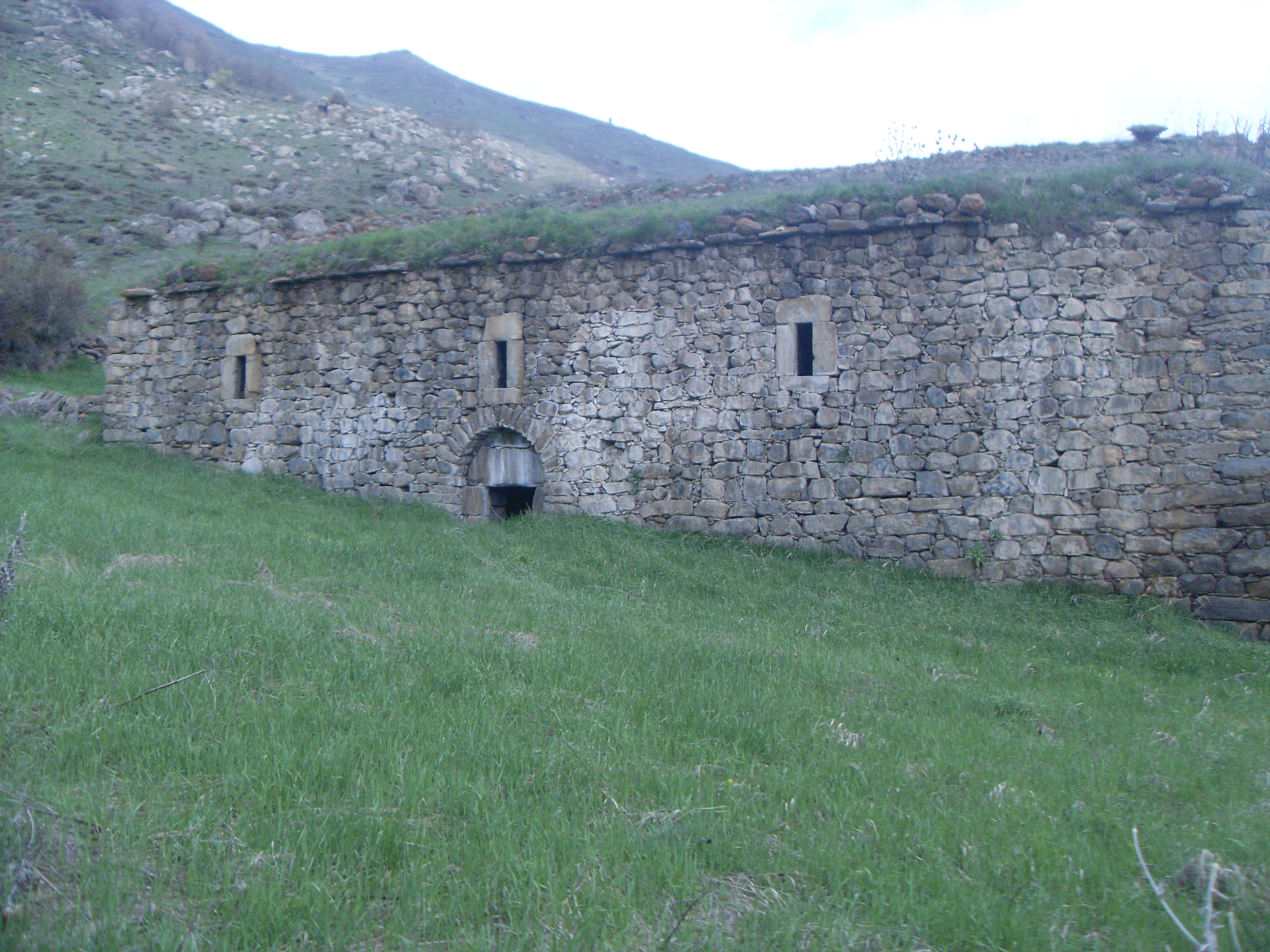
Kusanats Anapat church
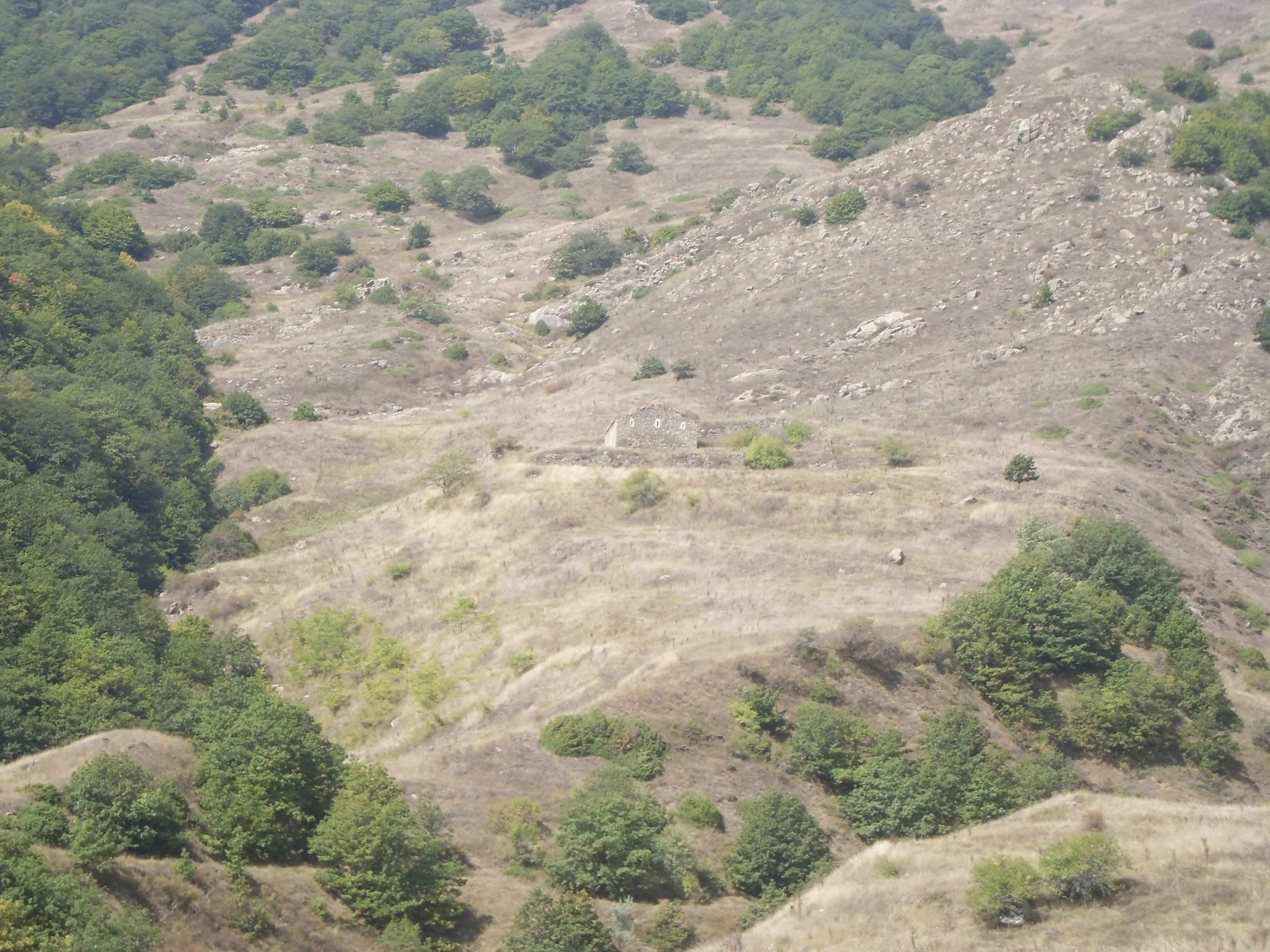
Scenery
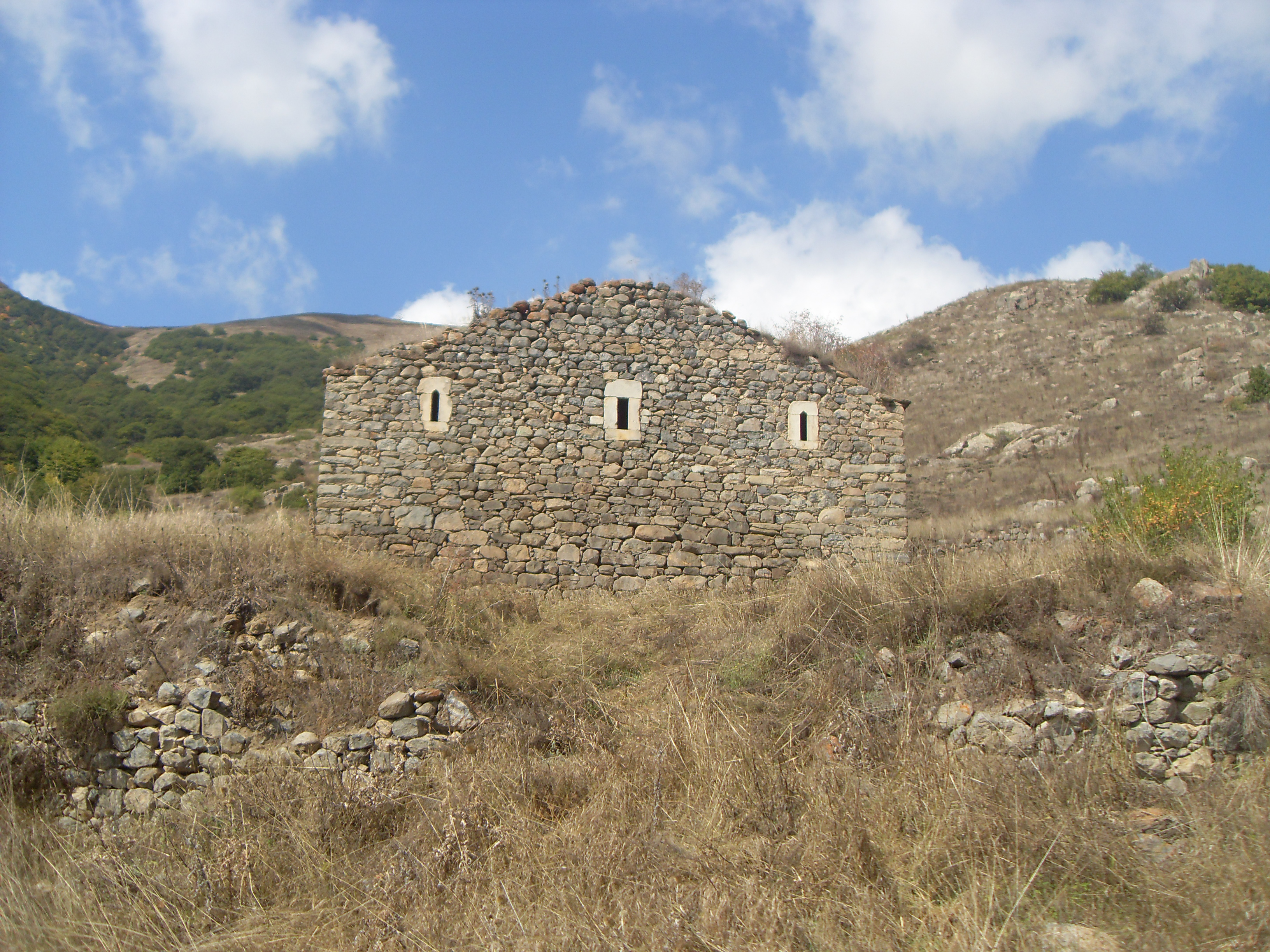
Kusanats Anapat church
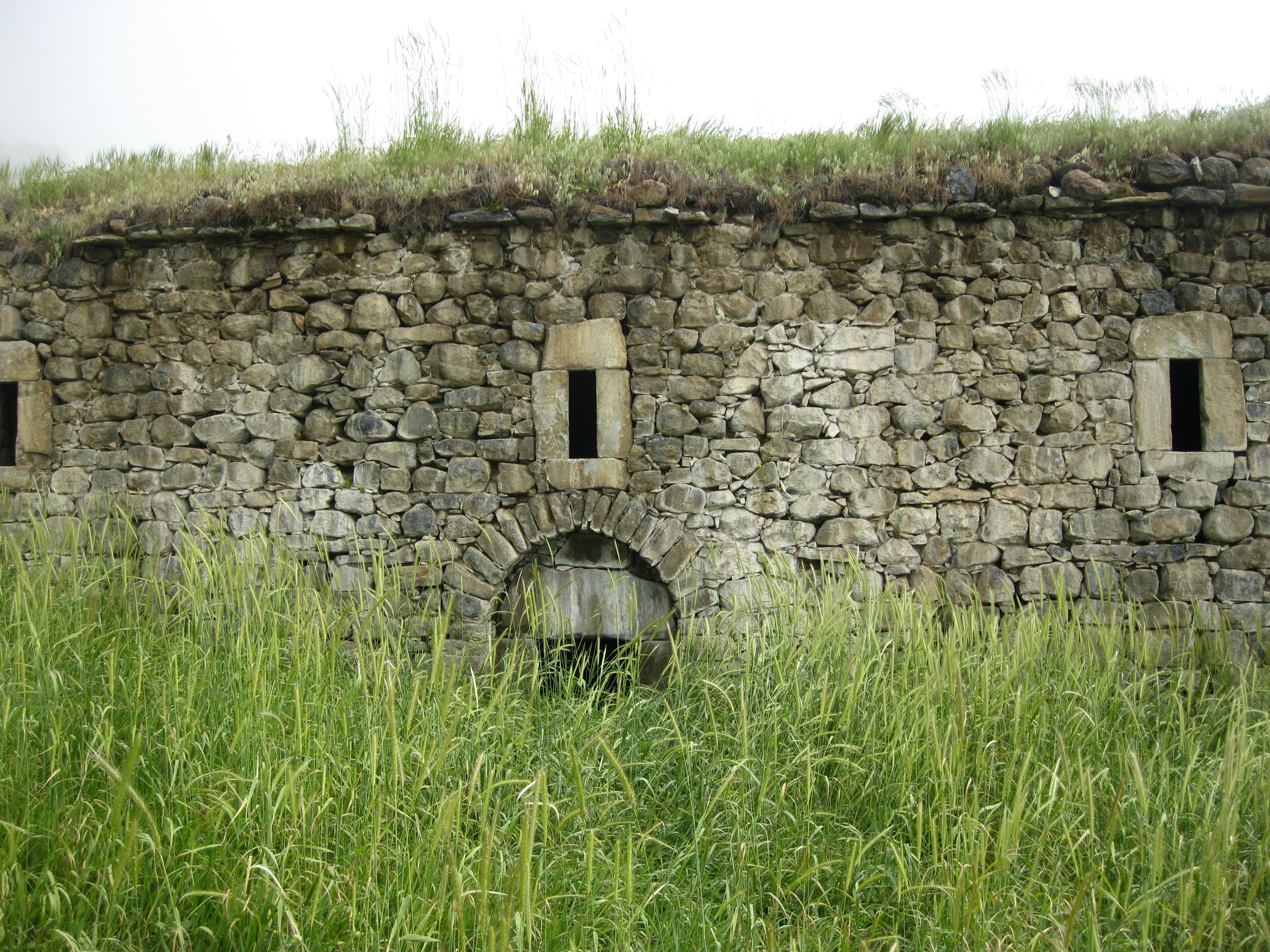
Kusanats Anapat church
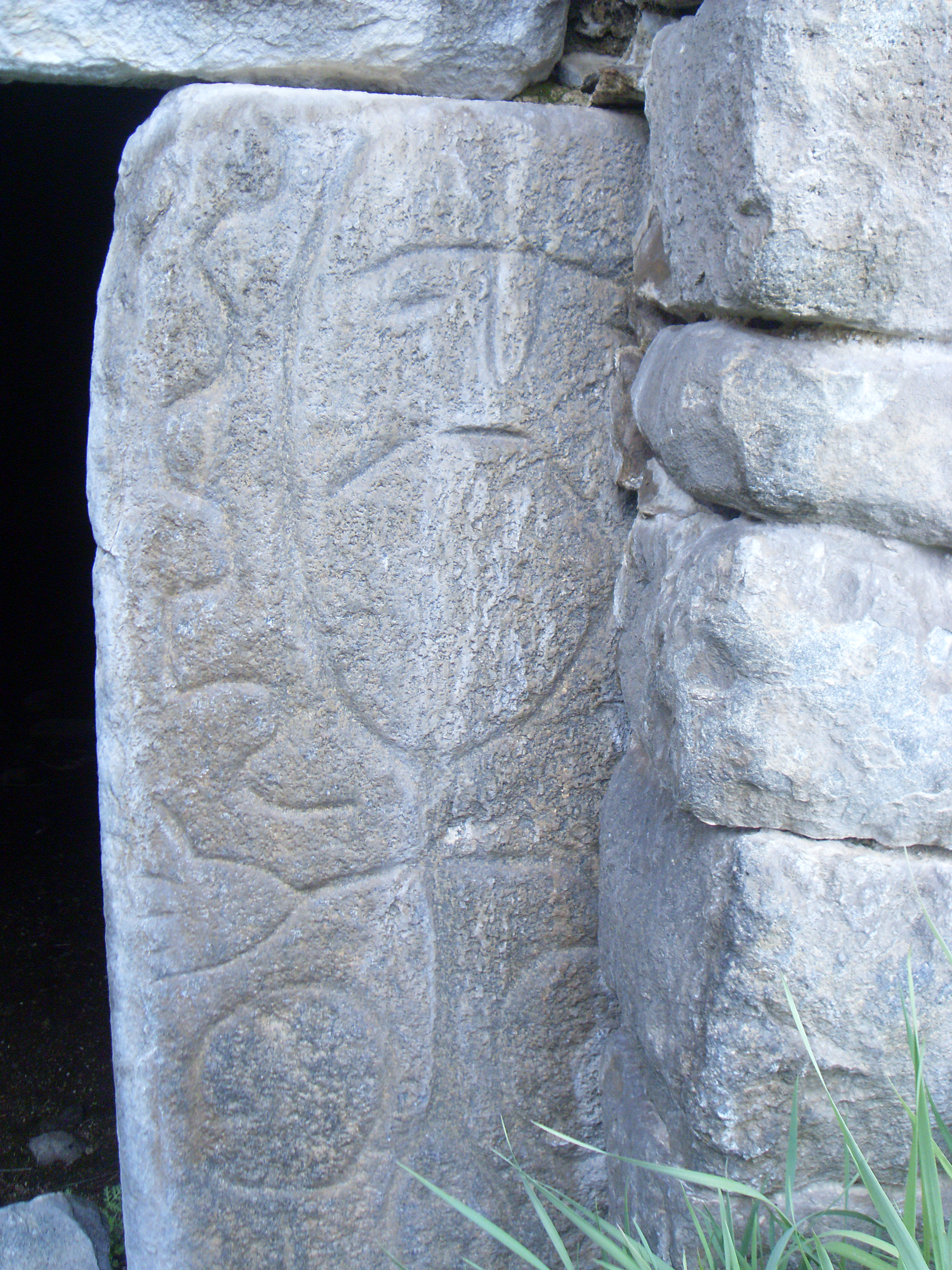
Kusanats Anapat tomb